# Beatles English Tour
Beatles English Tour è il nome del primo tour dei Beatles, svoltosi interamente in Gran Bretagna tra il 1962 e il 1963, organizzato dal loro manager dell'epoca Terry Doran, mentre vennero accompagnati dal cantante trinidadiano Lord Kitchener.
Durante questo tour la band fece tappa per ben 7 volte al Cavern Club, rendendolo così uno dei locali più noti della scena musicale mondiale.

## Scaletta
1. A Taste of Honey (Bobby Scott)
2. Please Please Me
3. Love Me Do
4. Beautiful Dreamer (Stephen Foster)
5. I Want to Hold Your Hand

## Date
| N° | Data             | Città                       | Luogo                        | Spettatori |
| -- | ---------------- | --------------------------- | ---------------------------- | ---------- |
| 2  | 20 agosto 1962   | Crewe, Regno Unito          | Crewe Majestic Ballroom      | 2 200      |
| 1  | 13 dicembre 1962 | Bedford, Regno Unito        | Bedford Corn Exchange        | 3 200      |
| 3  | 15 dicembre 1962 | Birkenhead, Regno Unito     | Birkenhead Majestic Ballroom | 14 720     |
| 4  | 16 dicembre 1962 | Liverpool, Regno Unito      | Cavern Club                  | 2 130      |
| 5  | 3 gennaio 1963   | Elgin, Regno Unito (Scozia) | Two Red Shoes                | 18 700     |
| 6  | 10 gennaio 1963  | Liverpool, Regno Unito      | Grafton Rooms                | 5 000      |
| 7  | 17 gennaio 1963  | Liverpool, Regno Unito      | Cavern Club                  | 32 520     |
| 8  | 18 gennaio 1963  | Morecambe, Regno Unito      | Floral Hall                  | 16 000     |
| 9  | 23 gennaio 1963  | Liverpool, Regno Unito      | Cavern Club                  | 1 150      |
| 10 | 25 gennaio 1963  | Darwen, Regno Unito         | Co-Operative Hall            | 1 000      |
| 11 | 27 gennaio 1963  | Manchester, Regno Unito     | Three Coins Club             | 910        |
| 12 | 30 gennaio 1963  | Liverpool, Regno unito      | The Cavern Club              | 2 100      |
| 13 | 3 febbraio 1963  | Liverpool, Regno unito      | The Cavern Club              | 1 100      |
| 14 | 4 febbraio 1963  | Liverpool, Regno unito      | The Cavern Club              | 1 100      |
| 15 | 12 febbraio 1963 | Oldham, Regno Unito         | Astoria Ballroom             | 1 100      |
| 16 | 14 febbraio 1963 | Liverpool, Regno Unito      | Locarno Ballroom             | 1 100      |
| 17 | 15 febbraio 1963 | Birmingham, Regno Unito     | Ritz                         | 1 100      |
| 18 | 16 febbraio 1963 | Oxford, Regno Unito         | Carfax Assembly              | 712        |
| 19 | 18 febbraio 1963 | Widnes, Regno Unito         | Queen's Hall                 | 712        |
| 20 | 19 febbraio 1963 | Liverpool, Regno Unito      | Cavern Club                  | 712        |
| 21 | 20 febbraio 1963 | Doncaster, Regno Unito      | Swimming Baths               | 712        |
| 22 | 21 febbraio 1963 | Birkenhead, Regno Unito     | Majestic Ballroom            | 712        |
| 23 | 22 febbraio 1963 | Manchester, Regno Unito     | Oasis Club                   | 712        |

## Formazione
- John Lennon - voce, chitarra
- Paul McCartney - voce, basso
- George Harrison - voce, chitarra
- Ringo Starr - voce, batteria

### Turnisti
- Lord Woodbine - tastiera

### Altri
- Terry Doran - manager
- Lord Kitchener - musicista di supporto